# Флаг Яншихово-Челлинского сельского поселения
Флаг муниципального образования Яншихово-Челлинское сельское поселение Красноармейского района Чувашской Республики Российской Федерации — опознавательно-правовой знак, служащий официальным символом муниципального образования.
Флаг утверждён 6 сентября 2010 года и внесён в Государственный геральдический регистр Российской Федерации с присвоением регистрационного номера 7042.

## Описание
«Прямоугольное полотнище с отношением ширины к длине 2:3, воспроизводящее композицию герба Яншихово-Челлинского сельского поселения в синем и жёлтом цветах».
Геральдическое описание герба гласит: «В лазоревом поле корона с зубцами в виде пшеничных колосьев и выложенная пшеничными зернами по ободу, сопровождаемая вверху двумя возникающими из углов, летящими навстречу друг другу соколами, внизу — двумя выходящими снизу руками; все фигуры золотые».

## Обоснование символики
Флаг составлен на основании герба Яншихово-Челлинского сельского поселения Красноармейского района, по правилам и соответствующим традициям вексиллологии, и отражает исторические, культурные, социально-экономические, национальные и иные местные традиции.
В основу композиции флага легло историческое прошлое чувашского народа, связанного с именем великого Уби-Батора — одного из самых известных полководцев, который привёл свой народ, живущий на берегах Камы сюда, в эти лесные края, куда не могла добраться татаро-монгольская конница, и помог самосохраниться.
Два сокола символизируют богатыря, воина-героя, который не только спас болгаро-чуваш, были спасены родной язык, обычаи и традиции, великий бессмертный болгарский дух.
Являясь символом свободы, полёта, скорости, соколы аллегорически означают железную дорогу, проходящую по территории поселения.
Золотые, умелые руки труженика, поддерживающие корону, состоящую из семи головок хлебных колосьев, символизируют земледелие, которое является основной отраслью сельского хозяйства. С древних времён чуваши возделывали разнообразные зерновые культуры, что отразилось и в их поговорке: «Сиче уйра сиче ана пултар, уйра сиче тесле тыра пултар» («Пусть будет на семи полях семь загонов, а на поле семь видов хлебов»).
Ещё более тысячи лет назад предки чувашей отличались высокой культурой земледелия и пользовались передовыми для тех времён орудиями труда. Очень многие поверья, трудовые умения и знания чуваши сохранили с тех давних времён. Ленивая рука делает бедным, а рука прилежных обогащает, говорили мудрые старцы. Это она, земля, кормит и поит, одевает и нежит.
Поднятые вверх руки выражают силу, мощь, благословение.
Жёлтый цвет (золото) — цвет солнца, зерна, символизирует достоинство и богатство, добытое трудом земледельца.
Синий цвет (лазурь) отражает реку Большой Цивиль, протекающую по западной границе поселения и красоту окружающего мира, который дарит человеку радость.